# بيدق (طائر)

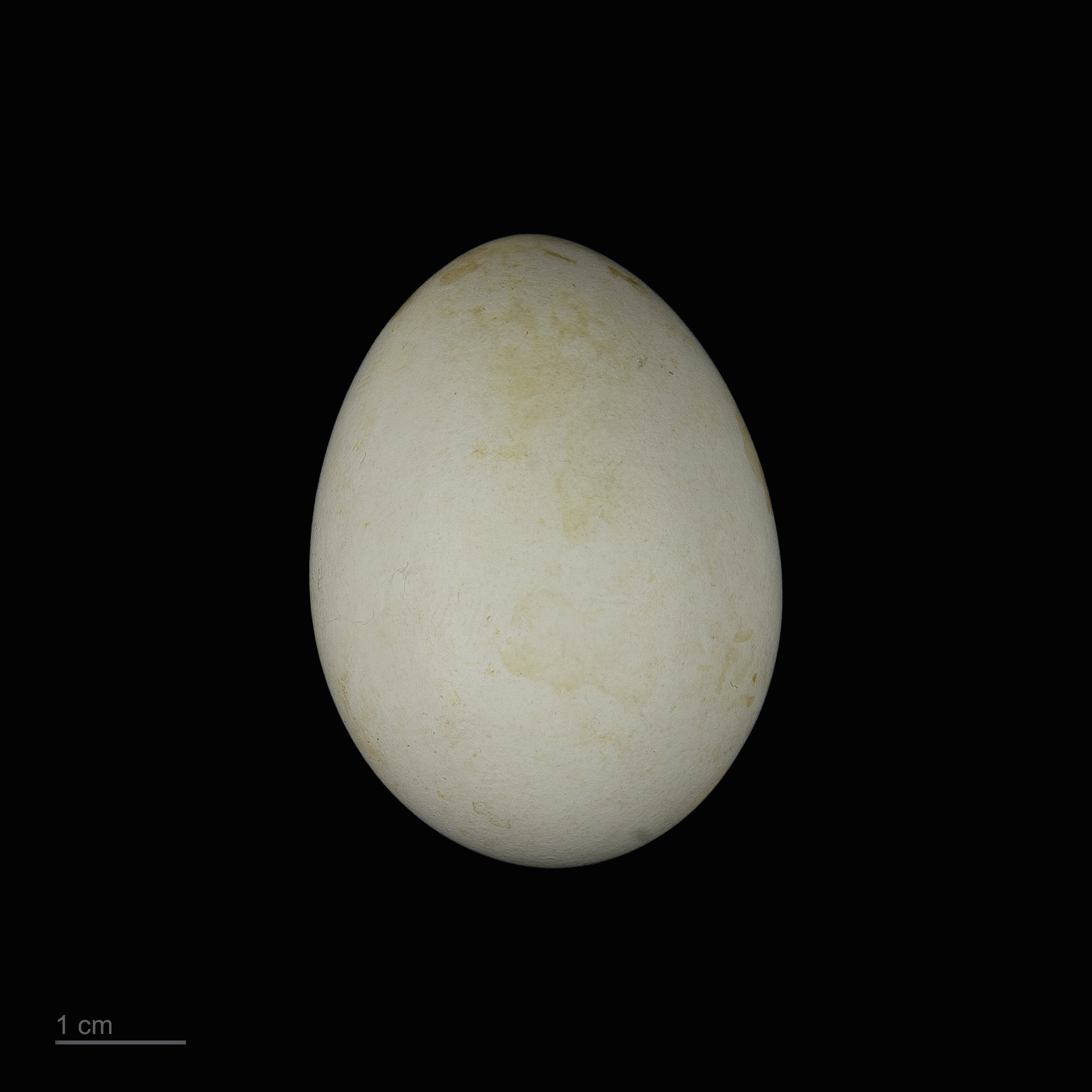
Accipiter brevipes

الباشق الشامي أو البيدق أو الباشق المشرقيّ هو نوعٌ صغير من الجوارح ينتمي إلى فصيلة البازيَّات التي تضُمُّ أيضًا أنواعًا أُخرى من الجوارح النهاريَّة مثل العُقبان والسقَّاوات والمُرزات (الهار). تُفرخُ هذه الطيور في الغابات المُمتدَّة من اليونان وسائر البلقان، شرقًا حتّى جنوب روسيا. وهي من القواطع (مُهاجرة) تشتو في مصر والشَّام والعراق وصولًا إلى جنوب غرب إيران، وهي تعبُرُ في أسرابٍ هائلة، عكس قريبتها البواشق الأوراسية الأكثر شيوعًا.
يُعششُ الزوجان في الأشجار، ويُشيدان عُشًا جديدًا مُبطنًا بأوراق الأشجار الخضراء في كُلِّ سنة. يتراوح حجم الحضنة بين 3 و5 بيضات. تفترسُ هذه البواشق الطيور الصغيرة والحشرات والسحالي قاطنة الأحراج مُعتمدةً على عُنصر المُفاجأة، فتقفزُ من مجثمٍ لآخر ثُمَّ تنقض على طردتها وتأخذها على حين غرَّة.
هذه الطيور من أصغر الجوارح، تتميّزُ بجناحين قصيرين عريضين، وذيلٌ مُتطاول، وهي خاصيَّة تأقلُميَّة تُمكنها من المُناورة بين الأشجار. تُشبه البيادق البواشق الأوراسيَّة من حيثُ الهيئة الخارجيَّة، لكن يُمكن تمييزها عنها بواسطة ذيلها الأقصر وأطراف أجنحتها المُستدقَّة، التي تُعطيها مظهرًا شبيهًا بمظهر الصقر.
يتراوح طول البيدق بين 30 و37 سنتيمترًا، ويتراوح باعُ جناحيه بين 63 و76 سنتيمترًا. الأنثى أعظمُ قدًا من الذكر، لكن الفرق غير ملحوظ لنفس درجة الفرق بين الجنسين عند الباشق الأوراسي. لونُ الظهر رمادي في الذكر ،بينما بُني في الأنثى، والبطن أبيضُ في كليهما. وله منقارٌ أسود قرني قصير والقدم صفراء اللون،  الفراخ اليافعة بُنيَّة على الجزء العلوي من الجسد ومُقلَّمة بشرائط داكنة على الصدر. التحليق النمطي لهذه الطيور عبارة عن رفرفتين يليهما انزلاقٌ مع الريح.